# Clive Burr
Clive Ronald Burr (Londra, 8 marzo 1957 – Londra, 12 marzo 2013) è stato un batterista britannico.
È stato il quarto batterista (il primo ufficiale) della band heavy metal di fama mondiale Iron Maiden, negli anni del loro esordio internazionale. Prima di entrare a far parte degli Iron Maiden suonava nei Samson.

## Biografia
Entrò a far parte dei Maiden il 26 Dicembre del 1979 su suggerimento di Dennis Stratton, e suonò nei primi tre album: Iron Maiden, Killers e The Number of the Beast; di quest'ultimo album co-scrisse due brani, Gangland e Total Eclipse. Durante il tour The Beast on the Road che ne seguì ricevette la notizia da parte della sua famiglia che suo padre era morto d'infarto a soli 56 anni. Gli fu chiesto insistentemente di tornare e di stare insieme alla sua famiglia e così fece. Venne così temporaneamente sostituito dall'amico Nicko McBrain. Al ritorno dal funerale, raggiunse gli Iron Maiden, ma ci fu una riunione in cui gli dissero che era ora di prendersi una pausa e così Nicko McBrain divenne il suo sostituto a tempo pieno. Clive non voleva andare via dal gruppo. Non ci furono problemi di droga o alcool ma capì che qualcosa si era incrinato nei rapporti con gli altri membri. La verità sulla sua dipartita dal gruppo è emersa nel mese di febbraio del 2011 in una sua intervista.
Dopo essere uscito dagli Iron Maiden, suonò per un periodo con la band francese Trust, sostituendo Nicko McBrain, e fece parte anche del supergruppo Gogmagog insieme a Paul Di'Anno e Janick Gers. Formò anche una band propria, chiamata Clive Burr's Escape (successivamente rinominata in Stratus), che si sciolse dopo la realizzazione di un solo album. Si unì a Dee Snider dei Twisted Sister, dopo lo scioglimento degli Stratus, nel progetto che prese il nome di Desperado, band con la quale realizzò un disco. Suonò anche negli anni novanta con le band britanniche Elixir e Praying Mantis, pur non entrando a farne parte in pianta stabile.
Burr era affetto da sclerosi multipla, malattia che gli fu diagnosticata nel 1994. L'assistenza medica di cui aveva bisogno era molto dispendiosa, per questo gli Iron Maiden hanno eseguito dei concerti di beneficenza e partecipato alla nascita della fondazione Clive Burr MS Trust Fund, per riuscire a dare una mano all'amico dal punto di vista finanziario. Inoltre, per molti anni, le tribute band dei Maiden hanno eseguito concerti di beneficenza, chiamati Clive Aid, concerti ai quali gli stessi Iron Maiden partecipavano, e che lo stesso Clive Burr seguiva.
Burr morì la notte del 12 marzo 2013, pochi giorni dopo il suo 56º compleanno. A darne notizia sono stati gli stessi Iron Maiden tramite il loro sito ufficiale.

## Equipaggiamento
Batterie - Tama
- 08” × 08” Tom
- 10” × 10” Tom
- 12” × 12” Tom
- 13” × 13” Tom
- 16” × 16” Floor Tom
- 18” × 16” Floor Tom
- 22” × 16” Bass Drum
- 14” x6.5” (Ludwig Black Beauty Snare)
- 4 Octobans
- Tama Camco Pedals

Pelle della Grancassa
- Remo Pinstripe

Piatti - Paiste
- Formula 602 14" Extra Heavy Hi-Hat
- 2002 18" Medium
- 2002 19" Medium
- 2002 20" Medium
- 2002 20" Heavy Ride
- 2002 17" Medium
- Sound Creation 20" Dark Ride

Extras:
- 2002 14" Heavy Hi-Hat

Bacchette
- Custom made by Chas. Foots

## Discografia

### Iron Maiden
- 1980 - Iron Maiden
- 1980 - Live! Plus One (Ep)
- 1981 - Killers
- 1981 - Maiden Japan
- 1982 - The Number of the Beast

### Trust
- 1983 - Trust IV (L'Idéal)
- 1997 - The Best of

### Stratus (ex Clive Burr's Escape)
- 1984 - Throwing Shapes

### Gogmagog
- 1985 - I Will Be There EP

### Elixir
- 1990 - Lethal potion
- 2004 - Sovereign Remedy

### Desperado (con Dee Snider)
- 1996 - Bloodied But Unbowed

### Praying Mantis
- 1996 - Captured Alive in Tokyo City
- 1999 - Demorabilia (compilation)